# Timo Somers
Timo Somers  (Drunen, 15 december 1991) is een Nederlands gitarist, componist, producent en zanger. Hij is vooral bekend van zijn werk voor de symfonische-metalband Delain en hardrockband Vengeance. In beide bands is hij de solo-gitarist. Hij is tevens gitarist in en oprichter van Tri-Head, gitarist en zanger van Arrow Haze en gitarist van Zylver. Ook maakt hij deel uit van Courbois-Somers-Courbois. Somers is de zoon van oud-Vengeance-gitarist Jan Somers.

## Levensloop
Somers leerde zichzelf op twaalfjarige leeftijd gitaarspelen. Hij brak als zeventienjarige door als gitarist bij Vengeance, waar zijn vader ook al gitarist was. Op dat moment schreef en produceerde hij zijn eigen nummers al. In 2011 nam hij met Vengeance voor het album Chrystal Eye de nummers "Crystal Eye" en "Promise Me" op, een eerbetoon aan zijn vader Jan, die op 28 januari van dat jaar was overleden aan een hartinfarct. In 2012 werd hij vast lid van Vengeance, wat hij combineerde met zijn andere projecten.
In 2010 begon Somers aan een studie aan de Rockacademie in Tilburg, maar na een jaar werd hij gedwongen hiermee te stoppen, omdat hij werd aangesteld als gitarist van de symfonische-metalband Delain, waarmee hij op wereldtournee ging. Somers was een vast bandlid van Delain, totdat in februari 2021 door Delain-oprichter Martijn Westerholt werd besloten om  Delain als soloproject voort te zetten.
Naast Vengeance en Delain heeft Somers zich bezig gehouden met een Gary Moore-tributeband, zijn eigen band Tri-Head, The Timo Somers Band en de band Hardt, waar hij ook de zanger van is. Ook is hij gitarist van Zylver. Daarnaast verzorgt hij sessiewerk voor anderen.

## Discografie

### Met Vengeance
- Soul Collector (2009)
- Crystal Eye (2012)
- Piece of Cake (2013)[4]

### Met Delain
- We Are the Others (2012)
- We Are the Others (single, 2012)
- Get the Devil Out of Me (single, 2012)
- Interlude (2013)
- The Human Contradiction (2014)
- Moonbathers (2016)
- a Decade of D-E-L-A-I-N Live at Paradiso (2017)
- Hunter’s Moon (2018)
- Apocalypse & Chill (2020)

### Met andere projecten
- Zylver: Van Verre (2012)
- Arrow Haze: Distant Place (single, 2013)
- Hardt: Album 1 (TBA, 2014)
- Tri-Head: solodebuut met Atma Anur, Barend Courbois en gasten (TBA)
- Arjen Lucassen’s Supersonic Revolution: Golden Age of Music (2023)
- Ayreon - 01011001 Live Beneath The Waves (2023)

### Als sessiegitarist
- Amadeus Awad: Time of the Equinox (2012)
- Various Artists: Jason Becker Not Dead Yet LIVE (2012)
- Leah: Kings @ Queens (2015)
- Leah: The Quest (2018)
- Leah: Ancient Winter - 2019
- Leah: The Glory and the Fallen - 2024